# Нарга
На́рга — село в Молчановском районе Томской области, административный центр Наргинского сельского поселения.

## География
Село расположено на левом берегу Оби, напротив села Могочино, в 24 км от районного центра села Молчаново.

## История
Возник как поселок лесозаготовителей, носил название Новостройка. С 1982 по 1992 г. имело статус рабочего поселка.

## Население
| 1989  | 2002  | 2008  | 2010  | 2012  | 2013  | 2014  |
| ----- | ----- | ----- | ----- | ----- | ----- | ----- |
| 1667  | ↘1488 | ↘1428 | ↘1385 | ↗1386 | ↘1379 | ↘1365 |
| 2015  | 2021  |       |       |       |       |       |
| ↘1326 | ↘1164 |       |       |       |       |       |

## Достопримечательности
7 декабря 2018 года открыт музей истории села.